# Estación La Floresta
Estación La Floresta ist eine Stadt in Uruguay.

## Geographie
Estación La Floresta befindet sich auf dem Gebiet des Departamento Canelones in dessen Sektor 8. Der Ort liegt nördlich des Río-de-la-Plata-Küstenortes La Floresta.

## Infrastruktur
Estación La Floresta liegt an der Kreuzung der Ruta 35 mit der Ruta 103 und nördlich der Ruta Interbalnearia.

## Einwohner
Die Einwohnerzahl von Estación La Floresta beträgt 1.313 (Stand 2011).
| Jahr | Einwohner |
| ---- | --------- |
| 1963 | 780       |
| 1975 | 737       |
| 1985 | 907       |
| 1996 | 1.128     |
| 2004 | 1.222     |
| 2011 | 1.313     |

Quelle: Instituto Nacional de Estadística de Uruguay